# Longwang (ort)
Longwang (kinesiska: 龙王) är en ort i Kina. Den ligger i provinsen Sichuan, i den sydvästra delen av landet, omkring 240 kilometer nordost om provinshuvudstaden Chengdu.
Runt Longwang är det tätbefolkat, med 343 invånare per kvadratkilometer. Närmaste större samhälle är Xinguan, 8,5 km öster om Longwang. I omgivningarna runt Longwang växer i huvudsak blandskog.
Genomsnittlig årsnederbörd är 1 410 millimeter. Den regnigaste månaden är juli, med i genomsnitt 291 mm nederbörd, och den torraste är december, med 4 mm nederbörd.